# Chimarrogale styani
Chimarrogale styani är en däggdjursart som beskrevs av de Winton 1899. Chimarrogale styani ingår i släktet Chimarrogale och familjen näbbmöss. Internationella naturvårdsunionen kategoriserar arten globalt som livskraftig. Inga underarter finns listade i Catalogue of Life.
Artpitetet i det vetenskapliga namnet hedrar Frederik William Styan som var tehandlare och samlare i Kina. Han var även medlem av det brittiska zoologiska sällskapet.
Denna näbbmus förekommer i centrala och södra Kina samt i angränsande områden av Myanmar. Den vistas i bergstrakter mellan 1500 och 3500 meter över havet. Arten föredrar skogar och lever där nära vattendrag. Chimarrogale styani fångar sin föda ofta i vattnet. Den har grå pälsfärg.
Enligt en annan källa har den svartbrun till svart päls på ovansidan och vit päls på undersidan. Det finns en tydlig gräns mellan färgerna. Kroppslängden (huvud och bål) är 96 till 108 mm, svanslängden 61 till 85 mm och bakfötterna är 20 till 23 mm långa.
Antagligen lever arten i samma ekologiska nisch som Chimarrogale himalayica med undantag att den vistas i högre bergsområden.